# ユリシーズ ジャンヌ・ダルクと錬金の騎士
『ユリシーズ ジャンヌ・ダルクと錬金の騎士』は、春日みかげによる日本のライトノベルおよびそれを原作としたメディアミックス作品。イラストはメロントマリが担当している。ダッシュエックス文庫（集英社）より2015年8月から2018年11月まで刊行された。
百年戦争をテーマに、妖精たちが住まうフランスの地にて、幼いころの約束のため、歴史上にいた力ある者が持つ「ユリス」になるための研究に明け暮れていた錬金術師「モンモランシ」と、彼との出会いでユリスの力を身につけた少女「ジャンヌ・ダルク」が織りなす物語。

## 登場人物

### 主要な登場人物
モンモランシ
声 - 逢坂良太
本作の主人公。元貴族の錬金術師。騎士養成学校ではリッシュモン・シャルロット・フィリップと同級生だった。アザンクールの戦いに出陣したが何も成すことができず、己の無力を嘆いていた時に妖精のアスタロトに出会い、賢者の石の真相を知る。戦いで捕虜となったリッシュモンや妹たちを救うことを願い、賢者の石の力を発揮する為に必要なエリクシルの生成に傾倒するが成功せず、7年間を無為に過ごす。その後、実妹と結婚させようとした祖父の赤髭のジャンに反発して出奔したため廃嫡される。
家を出たモンモランシはエリクシルの生成に最適な場所・メンヒルがあるドンレミにたどり着き、そこで羊飼いの少女ジャンヌに出会う。メンヒルで初めてエリクシルの生成に成功するが、事故でエリクシルを浴びたために口からエリクシルを供給することができる体質になってしまう。敵の傭兵に襲われ瀕死の状態だったジャンヌに賢者の石とエリクシルを与え、「ユリス」となったジャンヌの活躍により危機を脱する。
ユリスになってしまい異端者として追われる存在になったジャンヌを救うため、ジャンヌを救国の乙女として世に喧伝し、救世主として戦争を終わらせることで彼女を生かそうと画策する。それを世に認めさせるため、ジャンヌをシャルロットに謁見させることを目的として、村で出会った女傭兵隊長のラ・イルと共にシャルロットが居る亡命政府の拠点・シノンを目指す。
シノンではラ・トレムイユの謀略により捕らえられ、地下牢で同じく捕らえられたリッシュモンと再会する。ラ・イルにより救出され、シャルロットやフィリップとも再会する。シャルロットとジャンヌの間には強い信頼関係が築かれ、モンモランシの目論見は成功したが、リッシュモンとフィリップを協力させることは果たせず、さらにフィリップからは知らずに自分からエリクシルを採取される。ジャンヌを救世主と信じる平民たちで編成された乙女義勇軍と共に、イングランドに包囲されているオルレアンに向かう。そしてジャンヌと共に戦い、しかも半分にした賢者の石を飲み込みユリスとなり風を操る力を手にし、ノワールとグラスデールからジャンヌを守り戦いに勝利したが、突如空に現れた闇に取り込まれ魔物化してしまい、味方の軍に襲い掛かる。アスタロトを痛めつけるなど、完全に自我を失ってしまっていたが、一瞬だけ正気に戻り自分を殺してくれと大声を放ったがエンリルによりジャンヌが人心を惑わす魔女として火炙りの刑に処されているという未来を見せられ、心を閉じしてしまいエンリルの支配を許してしまう。だが記憶の中に潜ってきたジャンヌが必死に呼びかけてくれた事で、正気を取り戻し自分の中からエンリルを追い出し、ジャンヌと共にエンリルと対峙する。そしてジャンヌと共にエンリルに勝利を収め、その功績を称えられ、フランス軍元帥の称号をシャルロットから授けられる。
ジャンヌ・ダルク
声 - 大野柚布子
本作のメインヒロイン。ドンレミの羊飼いの少女。天真爛漫で人々を魅了する性格。自称18歳だが容姿は幼い少女にしか見えない。ユリスとなった後は定期的にモンモランシと口付けしてエリクシルを供給して貰っている。ユリスの力を発揮すると身体能力が劇的に向上して高速に動くことができるが、3分程度しか持続せず、その後はしばらく力を発揮することができない。受けた傷は高速で回復するが、人間と同様に致命傷を受けると死んでしまう。力の発動中は副作用で傲慢な性格に豹変し荒々しい口調になるが、理性は失われない。しかしユリスの力を使った後、一種の催淫状態になりモンモランシから齎されるエリクシルを欲するようになり、人目問わずディープキスをしてしまう。その行為を何回か続けていった事で、モンモランシに好意心が芽生える。ラ・イルがユリスになったことでエリクシル補充行為及び、彼の婚約者＝カトリーヌへの嫉妬心からモンモランシを悩ませていたが、カトリーヌと対面時、もし自分がいなくなったら代わりにモンモランシを慰めてあげてと頼んでいる。
シノンでシャルロットに謁見し、強い信頼関係を結んで百合の王旗を与えられる。その強さは自軍の兵士達に活力を与え、聖女として崇められ始めたが、トゥーレル要塞の橋で不覚を取りノワール（フィリップ）に押さえつけられ、彼女と共に深手を負わされてしまい、仮死状態で自軍の砦の部屋で寝かされる。目覚めさせるには聖剣・エスカリボールが必要だとアスタロトから聞かされたモンモランシによって（正確にはエスカリボールの鞘の力で）蘇生。そのことを自軍に伝え、士気を上げる事に成功する。だが次に戦場に立ち、グラスデールの矢を受けたら助からないことをアスタロトに伝えられたが、黒のユリス・ノワールの名を聞いたことによってユリスに変貌。ノワールとの戦闘中、モンモランシにはカトリーヌという婚約者がいたという話を聞かされてショックを受け戦意を失いかけたが、賢者の石を飲み込んだモンモランシに助けられ、ノワールの兜を拳でかち割るという離れ業を披露し、見事戦いに勝利を収める。その直後、突如空に現れた闇に飲まれて魔物に変貌してしまったモンモランシと対峙する。ノワール（フィリップ）がチャンスを作ってくれたことで、エンリルとなったモンモランシにベーゼした事で彼の記憶の中に入ってしまう。そしてその中でモンモランシの経緯を体験し、最後には自分が火炙りの刑に処される未来を目撃するが、自分は今の世界が好きと告白し、モンモランシと共に現実世界に戻りエンリルと対峙し無事エンリルに勝利を収める。その後はますます聖女として称えられ、シャルロットから勲章を授けられた（その前はシャルロットに抱きつかれ、揉みくちゃにされていた）。そしてシャルロットをフランス国の正式な王座に就かせるため、進軍の中で前衛を務めていた。
アスタロト
声 - 東城日沙子
体が小さいが美しい女性の姿と背中に羽根を持つ妖精。この世界に妖精は多く存在するが羽根付きは珍しく、他の妖精のフェイ族やフォレ族から女王として敬われ、命令に従わせることができる。ラ・トレムイユに虐められていた時にモンモランシに助けられ、モンモランシに錬金術の知識を与えた。高慢な性格だが、モンモランシに7年間を無為に過ごさせたことは自責の念を感じている。
リッシュモン
声 - 沼倉愛美
本作のヒロインの1人。ブルターニュ公国の姫騎士。優れた軍人だが正義感が強すぎるため、周囲と対立することが多い。アザンクールの戦いで捕虜にされ、ヘンリー5世に忠誠を誓わされる。ヘンリー5世急死後に自力で脱出してフランスに戻り元帥となるが、ラ・トレムイユの策謀により追放されてしまう。地下牢でモンモランシと再会を果たす。なぜ助けに来てくれなかったのかと問いただし、彼が錬金術で時間の感覚を失っていて周りの状況を感知できなかったことを知る。シノンにジャンヌが現れたことを聞いて駆けつけるが捕らえられ、ラ・イルにモンモランシと共に助け出される。しかしブルターニュ公国の独立を守るためシャルロットには協力せず国を後にし、祖国の自分の屋敷で戦況などの報告を聞いている。モンモランシに会いたいという気持ちが膨れがっているが、会ってどう顔向けすればいいのか迷い、エスカリボールの鞘の回収に行ったアランソンを見つけ、自軍と共に合戦する。それからまたしばらく登場しなかったが、シャルロットをフランス国の女王にするための進軍宣言時、恥を忍んで宣言場に現れ、シャルロットから同行を許される。
モンモランシがジャンヌにエリクシルを供給する姿には目を奪われていて、内心でも自分にもという気持ちが揺らいでいる様子。
シャルロット
声 - 大西沙織
本作のヒロインの1人。フランス王国の姫太子。傲慢で高飛車な性格。男性遍歴を持つ母親のせいで男性嫌いとなり付き人であるバタールにも女装をさせているが、なぜかモンモランシは例外らしく、騎士学校の寄宿舎では彼の部屋によく出入りしていた。同時に同期生であるリッシュモンとは反りが合わず、よく反発している関係。母親のイザボーから不義により生まれた子とされ、親友のフィリップの父・ジャン無怖公がフランスの手により自分の目の前で暗殺されたことを気に病み、無気力な日々を過ごし、暗い部屋の中でモンモランシの名を呼んでいた。彼女もリッシュモンと同じ思いをモンモランシに抱いていた1人。モンモランシから書状が送られていたが、ラ・トレムイユによって握りつぶされ、彼が自分の下に来たという事実を知らないまま、彼は逃亡したのだと思い込んでいた。しかしジャンヌと出会うことで彼女に勇気づけられ、イングランドに降伏せずに戦うことを決意し、貴族たちの前でジャンヌと共にオルレアンへの援軍派遣を宣言した。しばらく登場しなかったが、エンリル消滅後、貴族達には見せられないくらいジャンヌを揉みくちゃにしていた。その後、ジャンヌとラ・イルには勲章を授与し、モンモランシには今後ジャンヌを守るためにフランス軍元帥の称号を与えた。だがその見返りとしてリッシュモンと仲間直りする努力をしろと言われ、進軍演説中に現れたリッシュモンに同行を許可する。そして無事にフランス国の正式な女王に即位した。
モンモランシとジャンヌのおかげで昔の明るさを取り戻す事ができたと同時に、2人がエリクシルを供給する姿を見て自分もユリスになると言い出し、そうなればいつでもモンモランシとキスできると考えている。
かつてフランスを救った英雄・デュ・ゲクランを尊敬し、自室に肖像画を飾っている。
フィリップ
声 - 高田憂希
本作のヒロインの1人。ブルゴーニュ公国の公女。善良公と言われる。すぐ失禁をしてしまうためおもらし姫とも揶揄される。父のジャン無怖公が暗殺されたことで後を継いだ。一見気の弱い少女だがブルゴーニュ帝国を築くという父親の野心を引き継いでおり、ジャンヌへの刺客に賢者の石を奪う様に指示するなどして暗躍する。本心ではすぐにでもモンモランシ達と行動を共にしたいらしいが、父親の亡霊に囚われ抜け出すことができず、必死に呼びかけるモンモランシとキスを交わし別れを告げると同時に、彼からもたらされるエリクシルを入手し、不完全ながらもユリスとしての身体を得る。そして黒兜をかぶりノワールという偽名を使い、黒のユリスという名目でジャンヌの前に立ちはだかる。内心では彼女もモンモランシに想いを寄せていた事を遠回しの台詞でジャンヌに告白している。一度は絶命するが、兜とエリクシルの力により胸に空いた傷が癒やされ、ジャンヌを自分と共に倒すという目的を果たすため、再び戦場に立つ。敵兵を次々と虐殺し、最終的にジャンヌともう１度心中しようとするが失敗。モンモランシの傍にいるジャンヌに嫉妬の感情を募らせていく。トゥーレル要塞の橋が崩壊しそのまま海に落ちたが、グラスデールによって救い出されていた。その間にモンモランシがエンリルによって体を乗っ取られ亡くなったと思い込む。そして父親の亡霊からモンモランシの仇を取り神殺しの称号を手にしろと指示される。意識を取り戻した後、モンモランシのために黒のユリスとして再び兜を被り、エンリルを倒すためにジャンヌと同じ手で討伐を行うが、ジャンヌによって止められてしまうと同時に深手を負ってしまう。その後、モンモランシを救えるのはジャンヌしかいないと考え、ユリスの力をジャンヌに分け与え、モンモランシを救う手助けをする。無事にモンモランシは戻ってきたのを目撃し、歓喜の中で気を失う。エンリル消滅後、モンモランシとジャンヌよりも前に目覚める。父親の亡霊にジャンヌを殺せと進言されるが、もう振り回されるのはうんざりだと考え、ノワールとして戦う事を拒否。兜を捨て、自分の道を歩き始める。
ラ・イル
声 - 石上静香
ガスコーニュ出身の女傭兵隊長。小型のマスケット銃を武器に使う。女ながら男たちの上に立つために荒々しい性格を演じているが、ジャンヌや妖精のような可愛い物を愛したり結婚を夢見るといった乙女心も持っている。生まれ育った村で傭兵に家族を殺され、怒りに任せて復讐したことから憤怒（ラ・イル）と呼ばれるようになった。本名はエチエンヌ・ド・ヴィニョル。傭兵である矜持を持つため無報酬では働かず、協力を頼まれた場合は必ず見返りを求める。ドンレミでモンモランシやジャンヌと出会い、フランス王家に伝わる聖剣ジョワユーズを譲り受けることを条件にシノンまで護衛し、捕らえられたモンモランシを助けた。その後は、シャルロットの軍の兵士として戦場に赴く。戦いに勝利した後、空に現れた闇によってモンモランシが魔物化に変貌し、気絶しているジャンヌの代わりにモンモランシに戦いを挑むため、ジャンヌの剣の賢者の石を自らの胸に突き刺し、発狂する前にモンモランシを元に戻すためエリクシルなしでユリス化する。エンリル消滅後、モンモランシとジャンヌと共にエンリル消滅の功績を称えられ、勲章を授与されたが、自分は領地がよかったと愚痴をこぼしていた。宴の際は、なぜか大食らいになっていた。モンモランシからエリクシルをベーゼで補給されたが、その反動か今の自分の状態にモンモランシに説明を求めていた。
シャルロットをフランス国女王に即位させるための進軍にも同行している。

### その他の登場人物
ラ・トレムイユ
声 - 阿部敦
策謀に長けたフランス王国の宰相。モンモランシの従兄弟にあたる。女性に興味を示さないためシャルロットに重用されていた。和平派であり、ブルゴーニュ公国の仲介でフランスをイングランドに降伏させ、シャルロットを主君とする南フランス国を樹立し、いずれ機を見てイングランドに対して巻き返すという戦略を描いていた。シノンに来たジャンヌに対し刺客を放つが失敗し、シャルロットがジャンヌを受け入れて主戦派に転じたことで失脚した。その後、ジャンヌに純潔審査を受けさせるなど、圧力をかける。
幼い頃から体が弱く、騎士養成学校に行くことが出来ず孤独で、一人で妖精を虐待して殺しているうちに様々な拷問を独自に編み出した。アスタロトの羽根がぼろぼろなのはラ・トレムイユに傷つけられたことが原因。
バタール
声 - 桑原由気
シャルロットの従弟で従者。女の格好をしているが男。男嫌いのシャルロットから弟ではなく妹が欲しかったと言われ、女装癖が今でも染み付いている。
アランソン
声 - 間島淳司
リッシュモンの従弟。騎士道に厚く、融通が利かないくらい真面目一色の青年。戦争でも立派に戦うが、ジャンヌの桁外れの戦闘力に恐れているところがある。同時に、平民であるジャンヌが戦場に立つ事とそれを了承しているモンモランシをあまり快く思っていないところもある。
ザントライユ
声 - 高橋英則
ラ・イル率いるガスコーニュ傭兵隊の一員。
ベドフォード公
声 - 興津和幸
ブシコー
声 - 坂泰斗
ヘンリー5世
声 - 日野聡
イングランド王。リッシュモンの義理の兄妹。
モージ
声 - 松田健一郎
ジラール
声 - 木内秀信
ニコラ・フラメル
声 - 糸博
ブリエンヌ
声 - 相馬康一
ジャン無怖公
声 - 斧アツシ
フィリップの父。フィリップが心を閉ざすほどの野心家。暗殺された後も野心の亡霊としてフィリップに憑りつき、自らの野望達成を見届けるまで自分の子を利用し続けている。
グラスデール
声 - 平田広明
ノワール（フィリップ）と共に戦っている青年。大きなボウガンを抱えている。
赤髭のジャン
声 - 玄田哲章
モンモランシの祖父。孫であるモンモランシはいずれ悪魔の子として世界に仇成す存在にすると神託が下されたが、そんな事は信じず自分が育てる事で、運命が変わるのではと考えていたが、戦争によってモンモランシの婚約者を塔の牢獄に閉じ込め何人も獄死させているという事で、モンモランシからはかなり嫌われている。そして久々に戻ってきた彼を目の当たりにした事で、例の神託が本当なのではという恐怖心を駆り立てられた。モンモランシの頼みを受理し、彼に兵隊を貸し出す。
カトリーヌ
声 - 富田美憂
モンモランシの従妹で祖父が決めた許嫁。モンモランシの事は『お兄様』と呼んで慕っている。過去、塔の牢屋で１人泣いていた時、モンモランシが連れ出し妖精などに合わせてくれたりして楽しい時間を与えてくれた事で、モンモランシを慕うようになった。モンモランシが許嫁の話を蹴り城を飛び出してから、ずっと祖父の城であるシャントセ城に滞在し、いずれモンモランシが帰ってくる事を信じて彼の自室などを掃除しながら待ち続けていた。そしてシャルロットの軍に兵を貸してほしい名目で赴いたモンモランシの再会に喜び、塔の牢屋の中でモンモランシの赤ちゃんが欲しいとまで言い出す。モンモランシが貸し出した祖父の兵士達と共に戦場に行く姿を塔の窓から見送る。
トマス・マロリー
声 - 諏訪彩花
エンリル
声 - 子安武人
大昔に世界に君臨してい神々（アナンヌ）の1柱。弟のエンキとの王権争いの末に神々の王となりエンキ派の神々も従え、エンキから石（メ）と生命の水（メラム）を受け継いだエンキ派の神であるイナンナ（＝アスタロト）の天船に攻め込み毒によってイナンナを本編の小さな姿に変えたが、不死者となった人間ドゥムジによって他の神々とともに余剰空間に封印され、その環境の重力禍により神々は知能の多くを失った。
かつて賢者の石の1つである指輪を所有するユリスだったソロモン王は、バビロンの穴（＝余剰空間）の封印を解いてエンリルたち72柱の神々を使役したが、反逆を起こされて再び神々を封印した。本編ではソロモンの指輪を取り込んだモンモランシの力が暴走して余剰空間が開き72柱の神々が現れたが、ラ・イルがモンモランシの体に溶け込んだ指輪を吐かせることに成功してまるで幻だったかのように余剰空間へと消え去った。
アニメ版では、ソロモンの指輪を取り込んだモンモランシの身体に憑依し、偽りの楽園と称している地上世界を破滅に導こうとしている（特に自分を地上世界から追いやったアスタロトはかなり憎んでいる）。そしてモンモランシの身体を完全に支配する為に、ジャンヌはいずれ母国によって火炙りの刑に処されるという未来を見せつける。だがジャンヌとノワール（フィリップ）の活躍によりモンモランシは正気に戻り、２人と対峙する事になる。
ドゥムジ
声 - 山下大輝

## 既刊一覧

### 小説
- 春日みかげ（著）・メロントマリ（イラスト）、集英社〈ダッシュエックス文庫〉、全7巻
  - 『ユリシーズ ジャンヌ・ダルクと錬金の騎士I』2015年8月25日発売[5]、ISBN 978-4-08-631011-6
  - 『ユリシーズ ジャンヌ・ダルクと錬金の騎士II』2015年8月25日発売[6]、ISBN 978-4-08-631064-2
  - 『ユリシーズ ジャンヌ・ダルクと錬金の騎士III』2016年4月22日発売[7]、ISBN 978-4-08-631108-3
  - 『ユリシーズ ジャンヌ・ダルクと錬金の騎士IV』2018年2月23日発売[8]、ISBN 978-4-08-631233-2
  - 『ユリシーズ ジャンヌ・ダルクと錬金の騎士V』2018年9月21日発売[9]、ISBN 978-4-08-631265-3
  - 『ユリシーズ ジャンヌ・ダルクと錬金の騎士VI』2018年11月22日発売[10]、ISBN 978-4-08-631277-6
  - 『ユリシーズ0 ジャンヌ・ダルクと姫騎士団長殺し』2017年10月25日発売[11]、ISBN 978-4-08-631210-3
    - モンモランシたちが騎士養成学校に在学していた過去を中心とした短編集。

### 漫画
コミカライズ作品『ユリシーズ ジャンヌ・ダルクと百年戦争のひみつ』が、ニコニコ静画内の『水曜日はまったりダッシュエックスコミック』にて、2018年2月28日から11月14日まで配信された。
- 春日みかげ（原作）・メロントマリ（キャラクター原案） / 神馬耶樹・ひらふみ（作画）・平田黒丸（シナリオ協力）『ユリシーズ ジャンヌ・ダルクと百年戦争のひみつ』 集英社〈ヤングジャンプコミックス〉、2018年11月19日発売[12]、ISBN 978-4-08-891153-3

## テレビアニメ
2018年5月にテレビアニメ化が発表され、同年10月から12月にかけてTOKYO MXほかにて放送された。ナレーションは石塚運昇。

### スタッフ
- 原作 - 春日みかげ[14]
- イラスト - メロントマリ[14]
- 監督 - 板垣伸[14]
- 助監督 - 矢野孝典[4]
- シリーズ構成・脚本 - 金月龍之介[14]
- キャラクターデザイン - 澤田譲治[14]
- アクション作画監督 - 竹上貴雄
- プロップデザイン - 竹上貴雄、コレサワシゲユキ、灯夢
- 美術設定 - 高橋麻穂[4]
- 美術監督 - 菊名香[4]
- 色彩設計 - 石川恭介[4]
- 撮影監督 - 町田啓[4]
- 編集 - 武宮むつみ[4]
- 音響監督 - 納谷僚介[14]
- 音楽 - 岩崎琢[14]
- 音楽制作 - ランティス[16]
- 音楽プロデューサー - 吉江輝成
- チーフプロデューサー - 足立聡史、江波戸憲司
- プロデューサー - 林辰朗、川崎夏子、岩崎善浩、斉田秀之、黒須信彦、吉江輝成、青鹿敏明
- アニメーションプロデューサー - 民野浩一、石田博
- アニメーション制作 - AXsiZ[14]
- 製作 - ユリシーズパートナーズ（集英社、YTE、エモン、DMM pictures、クランチロールSCアニメファンド、バンダイナムコアーツ、スタジオマウス）

### 主題歌
「リベラシオン」
渕上舞によるオープニングテーマ。作詞は渕上と松井洋平、作曲はKOHTA YAMAMOTO、編曲は矢鴇つかさ、ストリングスアレンジは川本新。
「百年のメラム」
rionosによるエンディングテーマ。作詞は松井洋平、作曲・編曲はrionos。
各話ごとに原作の神話パートをイメージした編曲版が使用され、それぞれ副題がつく。クレジット時の映像はミルパンセが手掛けており、毎話異なったものが流れる。基本となる本楽曲は第10、11話にて使用された。
「百年のメラム 〜第1歌 キエンギ〜」
第2話で使用。編曲はrionos。
「百年のメラム 〜第2歌 エンキ〜」
第3話で使用。編曲はyuxuki waga。
「百年のメラム 〜第3歌 エンリル〜」
第4話で使用。編曲は北川勝利。
「百年のメラム 〜第4歌 イナンナ〜」
第5話で使用。編曲は保刈久明。
「百年のメラム 〜第5歌 イナンナ（承前）〜」
第6話で使用。編曲は菊地創。
「百年のメラム 〜第6歌 エ・テメン崩壊〜」
第7話で使用。編曲は菊田裕樹。
「百年のメラム 〜第7歌 ジウスデゥラ〜」
第8話で使用。編曲はrionos。
「百年のメラム 〜第8歌 楽園崩壊〜」
第9話で使用。編曲はrionos。

### 各話リスト
8話放送の翌週は、ブルーレイ版第1話のキャスト・スタッフのコメンタリー放送・配信が行われた（出演：逢坂良太、東城日沙子、納谷僚介）。
| 話数 | サブタイトル           | 絵コンテ        | 演出             | 作画監督                                                                                         | 総作画監督                   |
| ---- | ---------------------- | --------------- | ---------------- | ------------------------------------------------------------------------------------------------ | ---------------------------- |
| #1   | 錬金術と、妖精と       | 板垣伸          | 村田尚樹         | 飯飼一幸                                                                                         | 澤田譲治 一ノ瀬結梨 高橋成之 |
| #2   | ジャンヌという少女     | 板垣伸 矢野孝典 | 矢野孝典         | 小川麻衣 山村俊了 竹上貴雄 小関雅 鐘文山                                                         | 澤田譲治 西田美弥子          |
| #3   | 謀略の宮廷へ           | 板垣伸          | 石田博           | 谷口繁則 今泉竜太 高橋宏郁 野村美織 小関雅                                                       | 澤田譲治 高橋成之            |
| #4   | あの約束は誰がために   | 板垣伸          | 矢野孝典         | 小関雅 北村晋也 富澤和雄                                                                         | 澤田譲治 西田美弥子          |
| #5   | 純潔の証明             | 板垣伸 所俊克   | 所俊克 中村近世  | 柳孝相 田之上慎 門智昭 スタジオマスケット                                                        | 一ノ瀬結梨                   |
| #6   | 灰は灰に               | 板垣伸          | 藏本穂高         | 村長由紀 細田沙織 小関雅                                                                         | 西田美弥子                   |
| #7   | 雨と追憶のブルターニュ | 板垣伸 榎本明広 | 宮原秀二         | 坂口蒼星 飯飼一幸                                                                                | 高橋成之 一ノ瀬結梨          |
| #8   | 聖女の帰還             | 板垣伸          | まつもとよしひさ | 小関雅 西川真人 飯飼一幸                                                                         | -                            |
| #9   | 白と黒の舞曲           | 板垣伸          | 矢野孝典         | 小関雅 鐘文山 竹上貴雄 一ノ瀬結梨 北村晋哉 谷口繁則 佐藤義久                                     | -                            |
| #10  | 黙示録の獣             | 板垣伸          | 田辺慎吾         | 西田美弥子 田中彩 小関雅 竹上貴雄 西川真人                                                       | -                            |
| #11  | 楽園、そして           | 板垣伸          | 富澤和雄         | 棚澤香織 鈴木春香 田中彩 西田美弥子 小関雅 竹上貴雄 飯飼一幸                                     | -                            |
| #12  | このすばらしき世界に   | 板垣伸          | 矢野孝典         | 澤田譲治 小関雅 竹上貴雄 一ノ瀬結梨 西田美弥子 高橋成之 鐘文山 西川真人 棚澤香織 鈴木春香 田中彩 | -                            |

### 放送局
| 放送期間                     | 放送時間                     | 放送局     | 対象地域 | 備考                        |
| ---------------------------- | ---------------------------- | ---------- | -------- | --------------------------- |
| 2018年10月7日 - 12月30日     | 日曜 22:00 - 22:30           | TOKYO MX   | 東京都   |                             |
|                              | 日曜 23:30 - 月曜 0:00       | サンテレビ | 兵庫県   |                             |
| 2018年10月9日 - 2019年1月1日 | 火曜 0:00 - 0:30（月曜深夜） | BSフジ     | 日本全域 | BS放送 / 『アニメギルド』枠 |
|                              | 火曜 23:00 - 23:30           | AT-X       | 日本全域 | CS放送 / リピート放送あり   |

| 配信開始日     | 配信時間         | 配信サイト |
| -------------- | ---------------- | --- |
| 2018年10月9日  | 火曜 0:30 - 1:00 | AbemaTV |
| 2018年10月12日 | 金曜 0:30 更新   | GYAO!ストア dアニメストア dTV バンダイチャンネル FOD ひかりTV ニコニコチャンネル あにてれ ビデオマーケット Rakuten TV ビデオパス milplus J:COMオンデマンド HAPPY!動画 Amazonプライム・ビデオ |
|                | 金曜 10:00 更新  | DMM.com |
|                | 金曜 12:00 更新  | U-NEXT アニメ放題 PlayStation Video |

### BD
|   | 発売日         | 収録話         | 規格品番  |
| - | -------------- | -------------- | --------- |
| 1 | 2018年12月21日 | 第1話 - 第4話  | DMPXA-024 |
| 2 | 2019年1月25日  | 第5話 - 第8話  | DMPXA-025 |
| 3 | 2019年3月29日  | 第9話 - 第12話 | DMPXA-026 |